# 리궈이
리궈이(중국어 정체자: 李國毅, 병음: Li Guóyì, 주음 부호: ㄌㄧˇ ㄍㄨㄛˊ ㄧˋ, 한자음: 이국의, 1986년 1월 22일 ~ ) 또는 레고 리(Lego Lee)는 타이완의 배우이다.
신베이시에서 태어났다.

## 영화
- 당신이 필요로 하는 것은 오직 사랑 (2014년)
- 세계제일맥방 (2013년)